# Fullerton (Kalifornie)
Fullerton je město ve Spojených státech amerických, ve státě Kalifornie v okrese Orange County. Město má rozlohu necelých 58 km2 a podle sčítání lidu v roce 2010 zde žije 135 161 obyvatel, což jej činí sedmým největším v Orange County, 42. v Kalifornii a 184. ve Spojených státech.
Fullerton založili v roce 1887 Edward a George Amerige a pojmenováno bylo podle George H. Fullertona, který zabezpečil území jménem železniční společnosti Santa Fe. Původně zemědělské město se vyznačovalo především pěstováním pomerančů a jiných citrusových plodů, avšak po objevení nalezišť ropy v roce v roce 1880 se ve městě vybudoval chemický průmysl a další odvětví spojená se zpracováním ropy. Ve městě se nachází California State University, Fullerton.
Z Fullertonu pochází několik slavných osobností, například zde vznikla skupina The Adolescents.

## Partnerská města
- Jongin, Jižní Korea
- Fukui, Japonsko
- Morelia, Mexiko